# Paul Heyman
Paul Heyman (* 11. September 1965 in Scarsdale, New York) ist ein US-amerikanischer Wrestling-Manager, Promoter und TV-Kommentator. Bekannt geworden ist er durch seine Arbeit bei Extreme Championship Wrestling Mitte der 1990er, die er durch innovative Ideen zu landesweiter Bekanntheit in den USA führte. Seit 2001 steht Heyman mit Unterbrechungen bei WWE unter Vertrag, vorwiegend als Manager von Brock Lesnar und Roman Reigns.
Er zählt zu den bekanntesten und einflussreichsten Personen der modernen Wrestlinggeschichte und gewann bei den renommierten Wrestling Observer Awards zehnmal die Kategorie Best Non-Wrestler. 2024 wurde er in die WWE Hall of Fame aufgenommen.

## Wrestling-Karriere

### Anfänge
Heyman machte sein Debüt am 18. März 1985 bei Northeast Independent Circuit. Danach war er für verschiedene Organisationen tätig, wie z. B. Florida Championship Wrestling, Continental Wrestling Association und die American Wrestling Association.

### World Championship Wrestling (1988–1993)
Im Jahr 1988 fing Heyman an für die neue Promotion NWA World Championship Wrestling zu arbeiten, die von Ted Turner betrieben wurde. Er übernahm dort die Rolle des Managers des Original Midnight Express. Danach war er auch als Kommentator neben Jim Ross tätig. Nach einer kurzen Pause wurde Heyman 1991 der Manager des Teams Dangerous Alliance, welches aus Bobby Eaton, Rick Rude, Arn Anderson, Steve Austin sowie Larry Zbyszko bestand. Die Dangerous Alliance dominierte das Geschehen in der WCW und hatte ihre größten Fehdenprogramme mit Sting, Ricky Steamboat, Nikita Koloff, Barry Windham, Dustin Rhodes und den Steiner Brothers (Scott und Rick Steiner). Ende 1992 verließ Heyman im Streit mit dem damaligen Chefbooker Eric Bischoff die WCW.

### Extreme Championship Wrestling (1993–2001)

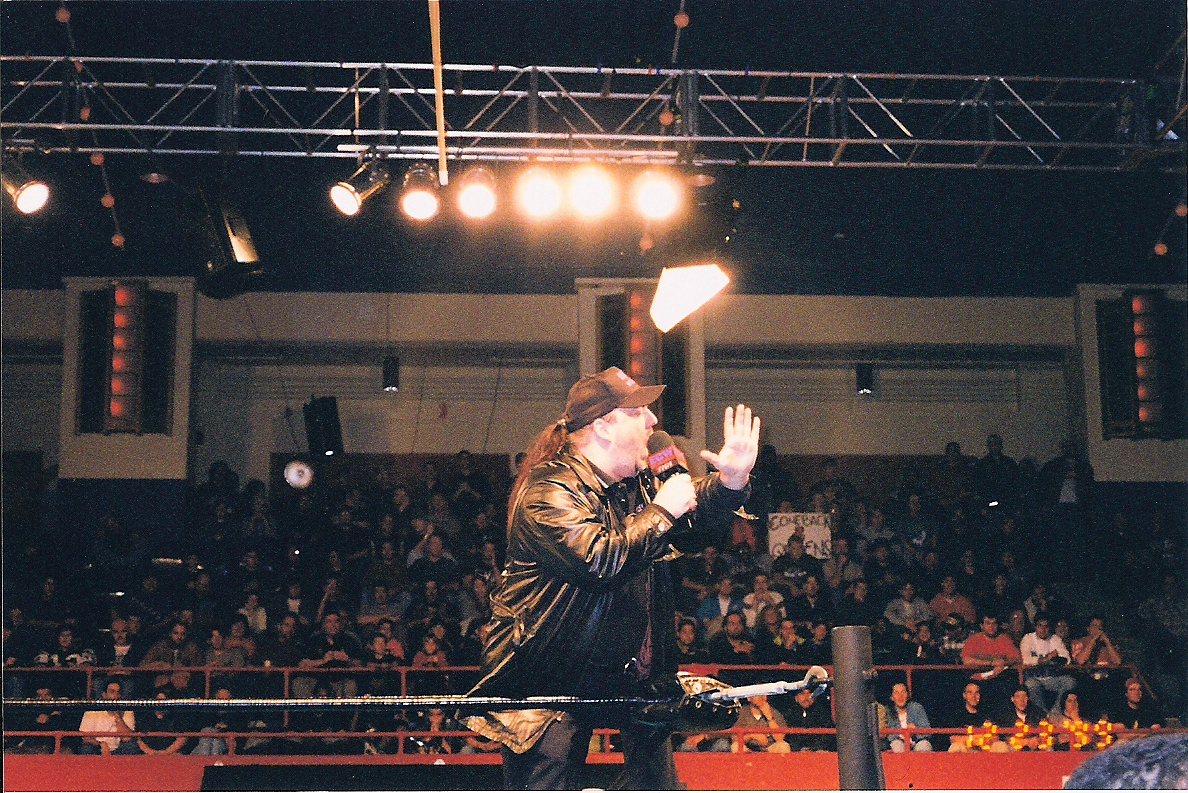
Paul Heyman bei einem ECW Event 1999.

1993 wurde er von NWA Eastern Championship Wrestling als Booker eingestellt. Vor allem Heyman und Shane Douglas waren 1994 dafür verantwortlich, dass die ECW aus der National Wrestling Alliance austrat und sich in Extreme Championship Wrestling umbenannte.
1996 erwarb er die ECW von Besitzer Tod Gordon. Unter Heymans Leitung wurde die Organisation zu einer der populärsten Wrestling-Promotionen. Heyman prägte die ECW durch Hardcore-Wrestling und Superstars wie Shane Douglas, Tommy Dreamer, Raven, The Sandman, Cactus Jack, Terry Funk, Sabu, Mikey Whipwreck und Taz und später auch Eddie Guerrero, Chris Benoit, Dean Malenko sowie Rey Mysterio. Trotz des großen Erfolges entwickelte sich die Promotion zu einem finanziellen Misserfolg und musste 2001 Insolvenz anmelden.

### World Wrestling Entertainment (seit 2001)

#### Manager von Brock Lesnar und SmackDown General Manager (2001–2004)
Nach der Insolvenz ging Heyman zu World Wrestling Entertainment. Dort war er bis November 2001 als Kommentator von RAW aktiv. Nebenbei war er auch Gründer eines ECW-Stables, die sich später zur Allianz mit der von Shane McMahon geführten WCW-Fraktion zusammenschloss.
Im März 2002 wurde er als Manager, das heißt, als Ringbegleiter von Brock Lesnar eingesetzt. Diesem verhalf er unter anderem zur Undisputed Championship. Danach wurden Heyman und Lesnar getrennt. Beide bestritten ein Steel-Cage-Match, welches Lesnar gewann.
Heyman wurde anschließend als General Manager der WWE-Show SmackDown eingesetzt. Bei der WWE Draft Lottery am 22. März 2004 wechselte er zu RAW, jedoch wollte er nicht für Eric Bischoff, den er als einen der Gründe des Unterganges der ECW bezeichnete (Bischoff hatte als WCW-Präsident mehrere ECW-Stars abgeworben), arbeiten und verließ die WWE. Im Laufe des Jahres 2004 wurde er wieder bei SmackDown als Manager der Dudley Boyz (D-Von Dudley und Bubba Ray Dudley) sowie von Heidenreich in den Shows eingesetzt.

#### Die Rückkehr von ECW und Vertragsauflösung (2005–2006)

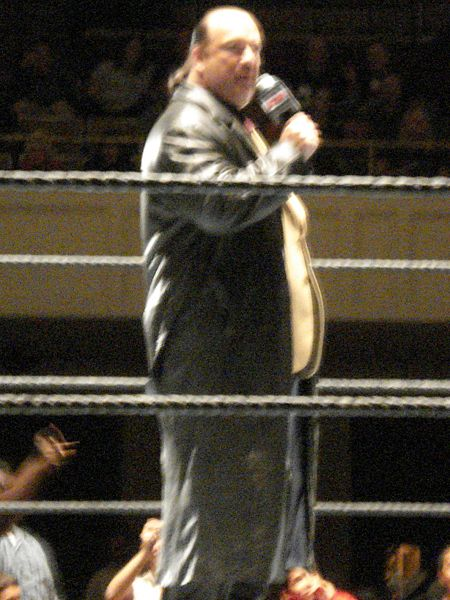
Paul Heyman bei einem ECW Event (2006).

Im Juni 2005 war Heyman bei der ursprünglich als nur einmalige WWE-Großveranstaltung (PPV) ECW One Night Stand involviert. Er trat dort wieder in der Rolle des maßgeblich Verantwortlichen der ECW auf und setzte nach dem Erfolg des Pay-Per-Views bei Vince McMahon durch, auch im Jahr 2006 ein ECW One Night Stand durchzuführen.
Im Juni 2006 gab die WWE bekannt, dass es ein Comeback der ECW als wöchentliche Show geben wird, diesmal jedoch nicht als eigene Show, sondern als Roster der WWE. Die erste Show fand dann bereits am 13. Juni, zwei Tage nach dem PPV ECW One Night Stand, statt. Fortan wurde Heyman der Öffentlichkeit als General Manager der ECW verkauft.
Im August 2006 gewann Heyman ein „Extreme Rules“-Match gegen Sabu, nachdem Big Show und Hardcore Holly zu seinen Gunsten eingegriffen hatten. Damit kam es zum Bruch zwischen Heyman und Sabu und Rob Van Dam.
Nach einem Streit mit dem Eigentümer der WWE, Vince McMahon, um die Auslegung der neuen ECW als WWE-Roster, wurde Paul Heyman am 3. Dezember 2006, nach der Großveranstaltung December to Dismember, beurlaubt. Daraufhin hatte Stephanie McMahon ihm noch angeboten, die Leitung der WWE-Nachwuchsliga Ohio Valley Wrestling zu übernehmen. Aber Heyman hatte inzwischen die Lust am aktiven Wrestlinggeschäft weitgehend verloren, so dass er dieses lukrative Angebot letztendlich ausschlug und im September 2007 seinen WWE-Vertrag vorzeitig kündigte.
In einem Interview mit der englischen Zeitung The Sun vom 4. Februar 2008 legte Heyman die Gründe seiner Beurlaubung dar: So sei die Wrestlingauffassung zwischen Vince McMahon und ihm eine grundverschiedene. Seiner Meinung nach wären unterschiedliche Auffassungen eine Bereicherung im Wrestlinggeschäft, aber Vince McMahon habe schlussendlich berechtigte Kritiken als persönlichen Angriff empfunden. So hätten sich dann beide Seiten für eine Beurlaubung ausgesprochen.

#### Rückkehr als Manager von Brock Lesnar (2012–2020)

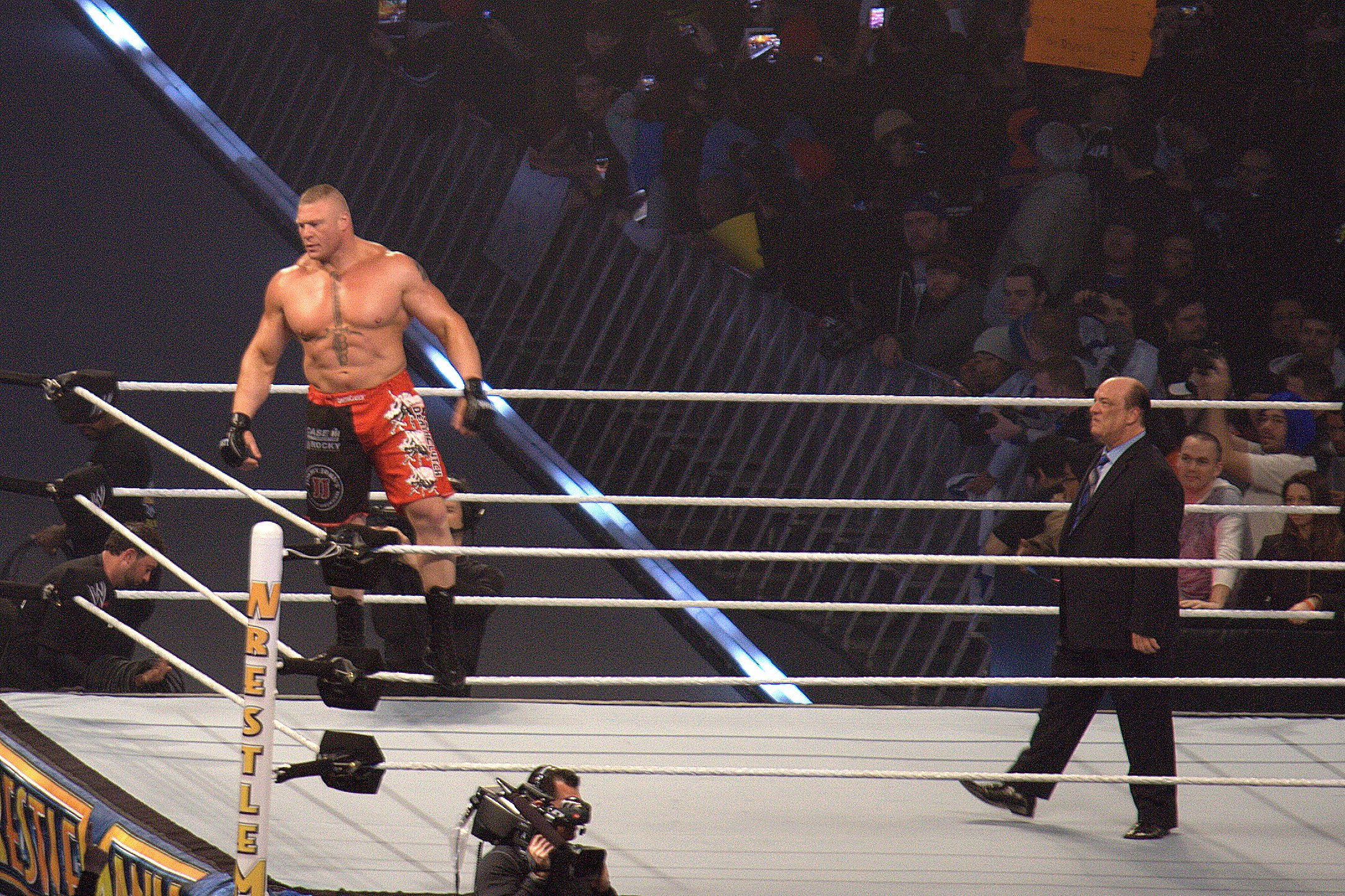
Paul Heyman als Advocate von Brock Lesnar beim WrestleMania 29 Event 2013.

2010 verhandelte Heyman mit der Präsidentin von TNA, Dixie Carter, über einen Einstieg in ihre Promotion. Jedoch scheiterte der Deal auf Grund verschiedener Ansichten über Machtverhältnisse Heymans. In der Ausgabe vom 7. Mai 2012 kehrte Heyman bei WWE Raw als Repräsentant Brock Lesnars ins WWE-Fernsehen zurück und fehdete anschließend bis zum SummerSlam mit ihm gegen Triple H. Zu dieser Zeit wurde er ebenfalls zum Manager von CM Punk; diese Zusammenarbeit wurde bei der Großveranstaltung Money In The Bank 2013 beendet und führte zu einer Fehde gegen diesen bis November 2013. In dieser Zeit fungierte Heyman ebenfalls als Manager von Brock Lesnar, Curtis Axel und Ryback. Die Geschäftsbeziehung zu beiden Letztgenannten endete zum selben Zeitpunkt wie die Fehde mit CM Punk. Anschließend wurde er Manager von Cesaro.
Die Partnerschaft mit Cesaro endete jedoch recht früh. Heyman widmete sich danach nur noch der Managerarbeit für Lesnar, welcher mit ihm an seiner Seite bei Wrestlemania XXX die Undefeated Streak des Undertakers beenden, sowie beim Summer Slam 2014 den WWE Championship Titel von John Cena erringen konnte. Bis zum Vertragsende von Lesnar 2020 unterstützte Heyman seinen Schützling. Sein letztes Match bestritt Lesnar im April 2020, wo er die WWE Championship an Drew McIntyre verlor.

#### Wiseman von Roman Reigns (2020–2025)
Am 28. August 2020 kehrte er in die Shows zurück und fungierte als Manager von Roman Reigns. Kurz darauf am 30. August 2020 gewann Reigns den WWE Universal Championship. Bei der SmackDown-Ausgabe vom 17. Dezember 2021 feuerte Reigns ihn als seinen Manager. Am 4. Februar 2022 kehrte er wieder als Manager an der Seite von Reigns zurück. Er wurde Teil des Stables The Bloodline rund um Reigns und erhielt den Beinamen The Wiseman.

#### Bündnis mit Seth Rollins (seit 2025)
Bei WrestleMania 41 begleitete Heyman aber CM Punk zu dessen Match gegen Roman Reigns und Seth Rollins als Folge eines „Gefallens“, den er Punk für dessen Hilfe beim Wargames-Match bei der Survivor Series schuldete. Doch im Laufe des Kampfes verriet Heyman sowohl CM Punk als auch Roman Reigns und verbündete sich mit Seth Rollins. In der RAW-Ausgabe nach WrestleMania stieß Bron Breakker zum Bündnis mit Rollins hinzu.

## Außerhalb des Wrestlings
2002 spielte Heyman eine Rolle als Sportansager in dem Film Rollerball. Er ist Besitzer eines Marketingunternehmens namens Looking 4 Larry. Nach seiner Kündigung versuchte Heyman in MMA zu investieren und mit einem Konsortium die MMA-Promotion Strikeforce (einer Konkurrenzliga zur UFC) zu übernehmen, scheiterte jedoch damit. Seit dem 18. Februar 2008 bringt Heyman eine Internet-Rubrik namens Heyman Hustle heraus, die von ihm in der Art eines Videoblog geführt wird. Diese ist unter anderem bei The Sun zu sehen.